# Hypanthidioides panamensis
Hypanthidioides panamensis är en biart som först beskrevs av Cockerell 1913.  Hypanthidioides panamensis ingår i släktet Hypanthidioides och familjen buksamlarbin. Inga underarter finns listade i Catalogue of Life.